# Sascha Posch (Grasskiläufer)
Sascha Posch (* 13. Dezember 1992) ist ein österreichischer Grasskiläufer. Er startet für den WSV Traisen und gehört dem A-Kader des Österreichischen Skiverbandes an. Der zweifache Österreichische Meister nimmt seit 2011 an Weltcuprennen und Weltmeisterschaften teil. 2012 wurde er Juniorenweltmeister im Riesenslalom und im Super-G.

## Karriere
Sascha Posch besuchte die Skihauptschule in Lilienfeld und absolvierte anschließend die Ausbildung zum Niederösterreichischen Landes-Skilehrer. Neben niederklassigeren Wettkämpfen im Alpinen Skisport nahm er schon früh auch an Grasski-Wettbewerben teil, etwa an Rennen des FIS-Schülercups. Nach einer mehrjährigen Pause startet er seit 2011 wieder bei internationalen Grasski-Wettkämpfen.
Seine ersten FIS-Rennen fuhr Posch Ende Mai 2011 in Burbach. Am 5. Juni desselben Jahres bestritt er zum Auftakt der Weltcupsaison 2011 in Marbachegg sein erstes Weltcuprennen. Er beendete diesen Super-G an 14. Position und gewann damit zum einzigen Mal in diesem Jahr Weltcuppunkte. Dank seiner Bonuspunkte aus den FIS-Rennen belegte er am Ende des Jahres den 24. Platz im Gesamtweltcup. Im August erreichte Posch bei den FIS-Rennen in Wilhelmsburg den ersten Platz im Riesenslalom und den zweiten Platz im Super-G. Diese FIS-Rennen wurden als Österreichische Meisterschaften gewertet, womit Posch Österreichischer Staatsmeister im Riesenslalom sowie Juniorenmeister im Riesenslalom und im Super-G wurde. Danach startete Posch bei der Weltmeisterschaft 2011 und der zugleich ausgetragenen Juniorenweltmeisterschaft in Goldingen. Dabei erzielte er neben drei Ausfällen den achten Platz im Super-G der Junioren und den elften Rang im Super-G sowie Platz vierzehn im Riesenslalom in der Allgemeinen Klasse.
In der Saison 2012 erreichte Posch erstmals Top-10-Platzierungen in Weltcuprennen, wobei sein bestes Ergebnis der fünfte Rang im Slalom von Rettenbach war. Im Gesamtweltcup konnte er sich aber gegenüber dem Vorjahr nicht verbessern, erneut belegte er den 24. Platz. Bei der Juniorenweltmeisterschaft 2012 in Burbach war Posch einer der erfolgreichsten Teilnehmer: Er gewann zwei Goldmedaillen im Riesenslalom und im Super-G sowie die Bronzemedaille in der Super-Kombination; nur im Slalom schied er aus. Auf nationaler Ebene wurde er wie schon im Vorjahr Österreichischer Meister im Riesenslalom.

## Erfolge

### Weltmeisterschaften
- Goldingen 2011: 11. Super-G, 14. Riesenslalom

### Juniorenweltmeisterschaften
- Goldingen 2011: 8. Super-G
- Burbach 2012: 1. Riesenslalom, 1. Super-G, 3. Super-Kombination

### Weltcup
- 3 Platzierungen unter den besten zehn

### Österreichische Meisterschaften
- Österreichischer Meister im Riesenslalom 2011 und 2012